# Погариско
Погариско (укр. Погарисько, пол. Pogorzelisko) — село в Добросинско-Магеровской сельской общине Львовского района Львовской области Украины.
Население по переписи 2001 года составляло 614 человек. Занимает площадь 13,6 км². Почтовый индекс — 80322. Телефонный код — 3252.

## Известные уроженцы и жители
- Мартович, Лесь (1871—1916) — украинский писатель и общественный деятель.